# Phoenix (film, 2014)
Phoenix är en tysk dramafilm från 2014 i regi av Christian Petzold. Filmen är löst baserad på romanen Le Retour des cendres av Hubert Monteilhet. Bland det som ändrats är att medan boken utspelar sig i Frankrike utspelar sig filmen i Berlin 1945 och rollfigurernas namn och yrken. Filmen har även likheter med Delmer Daves Mörk passage från 1947 och Alfred Hitchcocks Studie i brott. Petzold skrev manuset tillsammans med Harun Farocki.

## Handling
Filmen följer Nelly Lenz (Nina Hoss) som överlevt förintelsen och återvänder till Berlin. Hon är svårt skadad i ansiktet och genomgår en operation som förändrar hennes utseende. Hon vill se ut som innan men läkaren kan inte helt återskapa hennes ansikte. Hennes väg leds av Lene, en gammal vän som nu arbetar för Jewish Agency och som överlevde kriget i Schweiz. Lenz har tidigare arbetat som kabarésångare och drömmer om att få återse sin man Johnny. 
Lene berättar för Nelly att alla hennes släktingar dött. Hon föreslår att hon och Lene ska starta ett nytt liv i Palestina med hjälp av arvet. Lene varnar Nelly att hennes man Johnny var den som förrådde henne men Nelly slår bort tanken och söker upp sin man på nattklubben Phoenix där han arbetar som diskare. När han återser henne förstår han inte att det är hon men ser en stor likhet med sin fru. För att få ut hennes arv föreslår han att hon ska spela hans fru. Hon går med på planerna utan att röja sin egentliga identitet. Johnny övar henne i de manér hon tidigare hade och transformerar henne långsamt till den gamla Nelly. Lene varnar fortsatt för Johnnys roll i att hon blev gripen av nazisterna men Nelly kvarstår i sin romantiska bild. Ester, som Johnny tror att Nelly heter, frågar Johnny om vad som hände hans fru men han svarar undvikande och fokuserar på den iscensatta återkomsten. Nelly ska komma med tåget och möta upp Johnny och gamla vänner.
Efter flera dagar boende hos Johnny återvänder hon till Lenes lägenhet men där informerar deras husa Elisabeth att Lene tagit livet av sig och efterlämnat ett brev till Nelly. I brevet berättar Lene om hur Johnny svek Nelly genom att ta ut skilsmässa och Nelly tvingas inse hans svek. Hon håller sitt vetande hemligt när hon möter Johnny och de gamla vännerna. När de är hemma hos vännerna tar  Nelly med vännerna in i vardagsrummet för att sjunga Speak Low (av Kurt Weill och Ogden Nash) med Johnny ackompanjerande. När hon sjunger inser Johnny att det är den riktiga Nelly och ser hennes intatuerade lägernummer. Han slutar spela och efter att Nelly sjungit a cappella lämnar hon rummet.

## Om filmen
Filmen är inspelad i Tyskland (Brandenburg) och Polen (Wrocław och Legnica). I filmen återges situationen i landet med amerikanska soldater och ett land i ruiner. På ruinväggar har människor lämnat information om vart de tagit vägen eller efterlyser släktingar genom att skriva med kritor. Andra tidstypiska detaljer är de amerikanska soldaternas Lucky Strike-paket. 
Filmen hade urpremiär i Toronto.
Filmen är tillägnad Fritz Bauer.

## Medverkande
- Nina Hoss som Nelly Lenz
- Ronald Zehrfeld som Johannes "Johnny"
- Nina Kunzendorf som Lene Winter
- Michael Maertens som läkare
- Imogen Kogge som Elisabeth